# 小林宏明
小林 宏明（こばやし ひろあき、1946年9月28日 - ）は、日本の翻訳家、エッセイスト。
東京都三鷹市生まれ。本名・宏昭。

## 来歴
毎日放送（TBS系）の連続ラジオドラマ『ゴールデン・ボーイ長嶋物語』の主役一般公募に合格し、子役として、立教大学から読売巨人軍に入ったばかりの長嶋茂雄役を約2年演じた。
明治大学文学部英米文学科卒業。大学で出会った教授から文学雑誌の翻訳を依頼された後、翻訳エージェンシーを紹介され、そこで片岡義男と知り合う。
仕事の傍ら、ヒッピー文化やロック・シーンなどのアメリカ大衆文化を追いかけ、『ローリング・ストーン』日本版の翻訳などを手がける。相原真理子、東江一紀、八代登志江の勧めによる銃に関する著作もある。
ポピュラー音楽関係書、推理小説やサスペンスなどの英米娯楽小説、エッセイ、犯罪ノンフィクション、映画原作などを数多く翻訳した。

## 著書
- 『小林宏明のgun講座 ミステリーが語る銃の世界』（エクスナレッジ）2002
- 『小林宏明のgun講座 2』（エクスナレッジ）2006
- 『図説銃器用語事典』（早川書房） 2008
- 『銃』（学研パブリッシング、歴群「図解」マスター） 2010
- 『「カラー図解」銃のギモン100 映画・ドラマのgunアクションシーンがわかる!』（学研パブリッシング） 2011

## 翻訳
- 『ボブ・ディラン』（アンソニー・スカデュト、二見書房） 1973
- 『夜明け』（ジョーン・バエズ、立風書房） 1973
- 『ミック・ジャガー』（アンソニー・スカデュト、晶文社） 1975
- 『オー,ゴッド』（エイヴリー・コーマン、サンリオ） 1978
- 『父よ…』（ロッド・マキューン、片岡義男訳詩、パシフィカ） 1978
- 『ロック・366 日々のエピソードが語るロック・カルチュア史』（パース・マーチバンク&マイルズ編、サンリオ） 1978
- 『ロック・スター』（シャロン・ローレンス、パシフィカ） 1978
- 『Q&A』（エドウィン・トレス、早川書房） 1979、のち文庫
- 『ボクサー ザッツ・エンタテインメント』（ピート・ハミル、パシフィカ） 1979、のち河出文庫
- 『エンジェルズ・シティ』（ジョン・グレゴリー・ダン、早川書房） 1980
- 『クレイマー・クレイマー』（エイヴリー・コーマン、サンリオ）1980
- 『トラブルメイカー』（ジョゼフ・ハンセン、早川書房、世界ミステリシリーズ） 1980
- 『ブルースの本』（サミュエル・チャーターズ、晶文社） 1980
- 『明日に別れの接吻を』（ホレス・マッコイ、ハヤカワ・ミステリ文庫） 1981
- 『あるチョッパーの死 イージーライダーズ傑作選』（イージーライダーズ誌編、真崎義博共訳、二見書房、サラ・ブックス） 1981
- 『エルヴィス、21歳 私はひとりの若者を撮った』（アルフレッド・ワートハイマー、草思社） 1981
- 『黒い性愛』（バート・ロング、富士見ロマン文庫） 1981
- 『ジョン・レノン語録 生と死の追憶』（マイルズ編、新興楽譜出版社） 1981
- 『ラスコの死角』（リチャード・N・パタースン、早川書房） 1981、のち文庫
- 『聖者に救いあれ』（ドナルド・E・ウェストレーク、角川文庫） 1982
- 『戦争ですよ』（マーティン・バーク、晶文社） 1982
- 『ビートルズ・アパート ビートルズ解散からジョン・レノンの死まで』（ボブ・ウォッフィンデン、新興楽譜出版社） 1982
- 『明日なき暴走 ブルース・スプリングスティーン・ストーリー』（デイヴ・マーシュ、CBS・ソニー出版） 1983、のちソニーマガジンズ文庫
- 『コカイン・マウンテン 刑事ウェイジャーの事件簿2』（レックス・バーンズ、角川書店） 1983
- 『ジョンとヨーコ 愛の詩』（ローリング・ストーン編、集英社） 1983
- 『Yesterday ビートルズ写真集』（ロバート・フリーマン、早川書房） 1984
- 『アウトサイド・マン』（リチャード・N・パタースン、ハヤカワ・ミステリ文庫） 1984
- 『ビートルズ ラヴ・ユー・メイク』（ピーター・ブラウン,スティーヴン・ゲインズ、早川書房） 1984
- 『マーク・トウェイン殺人事件』（ローレンス・ヤップ、晶文社、ヤング・アダルトY・A図書館） 1984
- 『ロマンシング・ストーン 秘宝の谷』（ジョーン・ワイルダー、角川文庫） 1984
- 『ワンス・アポン・ア・タイム・イン・アメリカ 夢と野望に燃えるアメリカ時代を描く超巨篇』（ハリー・グレイ,リー・ヘイズ、二見書房、サラ・ブックス） 1984
- 『キサナドゥ』（ハロルド・ロビンス、光文社） 1985
- 『LA捜査線』（ジェラルド・ペティヴィッチ、ハヤカワ・ミステリ文庫） 1986
- 『人間ジョン・レノン』（マイルズ編、シンコー・ミュージック） 1986
- 『Yの悲劇』（再話、エラリー・クイーン、ポプラ社文庫） 1986
- 『キス・ミー・ワンス』（トマス・マクスウェル、二見文庫） 1987、のち改題『口づけをもう一度』（ハヤカワ文庫）
- 『警視シュワーツ ハンプトン・ビーチ殺人事件』（アーヴィング・ワインマン、光文社文庫） 1988
- 『警視シュワーツ 名画殺人事件』（ワインマン、光文社文庫） 1988
- 『灼熱の黄金郷』（ジョナサン・ライダー、角川文庫） 1988
- 『ビーチ・ボーイズ リアル・ストーリー』（スティーヴン・ゲインズ、菅野彰子共訳、早川書房） 1988
- 『プレシディオの男たち』（マイク・コーガン、二見文庫） 1988
- 『放浪のリトル・ドッグ』（ジョゼフ・ハンセン、早川書房、デイヴ・ブランドステッター・シリーズ） 1988
- 『少年殺人事件』（ローレンス・ヤップ、晶文社） 1989
- 『熱砂に聖都を探せ』（ダニエル・イースターマン、二見文庫） 1989
- 『神に見放された土地』（ジョエル・ブリンクリー、二見文庫） 1990
- 『48時間 パート2』（デボラ・チール、二見文庫） 1990
- 『チャイナ・ゲーム』（ロナルド・ハーディ、新潮文庫） 1990
- 『でぶはストライプを着ない』（ディック・ダナム、光文社文庫） 1990
- 『エリックが消えた 幼児レイプ殺人鬼の履歴書』（テリー・ゲイニー、徳間書店） 1991
- 『君を探してミッドナイト』（リチャード・ナッサー、ハヤカワ・ミステリ文庫） 1991
- 『暗殺』（マックス・バード、二見文庫） 1992
- 『ジャーナリストと殺人者』（ジャネット・マルカム、白水社） 1992
- 『ブライト・シャーク』（ロバート・バラード,トニー・チウ、二見文庫） 1992
- 『平原に狼を見たか』（ダン・オブライエン、新潮文庫） 1992
- 『ユニバーサル・ソルジャー』（ロバート・タイン、二見書房） 1992
- 『クリフハンガー』（ジェフ・ロヴィン、二見文庫） 1993
- 『ジェニーのなかの400人』（ジュディス・スペンサー、早川書房） 1993、のち文庫
- 『ヴァージルの幽霊 警視シュワーツ』（アーヴィング・ワインマン、光文社文庫） 1993
- 『フォーエヴァー・ヤング』（ロバート・タイン、二見書房） 1993
- 『マンハッタン・ダークサイド』（スティーヴン・ソロミタ、新潮文庫） 1994
- 『ルームメイツ』（マックス・アプル、ソニー・マガジンズ） 1994
- 『証拠は語る FBI犯罪科学捜査官のファイルより』（デイヴィッド・フィッシャー、ソニー・マガジンズ） 1995
- 『診断名サイコパス 身近にひそむ異常人格者たち』（ロバート・D・ヘア、早川書房） 1995、のち文庫
- 『ニュー・ミステリ ジャンルを越えた世界の作家42人』（ジェローム・チャーリン編、共訳、早川書房） 1995
- 『息子ジェフリー・ダーマーとの日々』（ライオネル・ダーマー、早川書房） 1995
- 『訣別の街』（ケン・リッパー、二見文庫） 1996
- 『デビル』（クリストファー・ニューマン、ケヴィン・ジャール原作、ソニー・マガジンズ） 1997
- 『ディファレント・ウォー』（クレイグ・トーマス、小学館文庫） 1998
- 『暴露』（R・J・ピネイロ、二見文庫） 1998
- 『秘匿特権』（エヴァン・ハンター、講談社文庫） 1998
- 『FBI殺人教室』（ラッセル・ヴォーパゲル,ジョセフ・ハリントン、アスペクト） 1999
- 『イタリア人のまっかなホント』（マーティン・ソリー、マクミランランゲージハウス） 1999
- 『日本人のまっかなホント』（ジョナサン・ライス,嘉治佐保子,浜矩子、マクミランランゲージハウス） 1999
- 『アニマル・ファクトリー』（エドワード・バンカー、ソニー・マガジンズ） 2000
- 『グレートセックス』（アン・フーパー、無名舎） 2000
- 『オブラー博士の危険な患者 サイコパスに狙われた精神科医の手記』（マーティン・オブラー,トマス・クラヴィン、早川書房） 2001
- 『ヘルズ・エンジェル サニー・バージャーとヘルズ・エンジェルズ・モーターサイクル・クラブの時代』（ラルフ・"サニー"・バージャー,キース&ケント・ツィンママン、無名舎） 2001
- 『死を啼く鳥』（モー・ヘイダー、ハルキ文庫） 2002
- 『証拠は語る FBI犯罪科学研究所のすべて』（デイヴィッド・フィッシャー、ソニー・マガジンズ） 2002、のちヴィレッジブックス
- 『諜報指揮官ヘミングウェイ』（ダン・シモンズ、扶桑社ミステリー） 2002
- 『きみの帰る場所』（アントワン・フィッシャー、ソニー・マガジンズ） 2003、のちヴィレッジブックス
- 『樹海脱出』（マーカス・スティーヴンズ、二見文庫） 2003
- 『悪鬼の檻』（モー・ヘイダー、ハルキ文庫） 2003
- 『ディープサウス・ブルース』（エース・アトキンス、小学館文庫） 2004
- 『悪魔の赤毛』（デイヴィッド・コーベット、新潮文庫） 2005
- 『潜入捜査官 全米一凶悪なバイカーになりきった830日間』（ウィリアム・クウィーン、ヴィレッジブックス）  2007
- 『レイディ・イン・ザ・レイク』（レイモンド・チャンドラー、共訳、ハヤカワ・ミステリ文庫、チャンドラー短篇全集3） 2007
- 『銃の基礎知識 銃の見方から歴史、構造、弾道学まで』（全米ライフル協会監修、学習研究社） 2008
- 『AK-47 世界を変えた銃』（ラリー・カハナー、学習研究社） 2009
- 『ヒーローの作り方 ミステリ作家21人が明かす人気キャラクター誕生秘話』（オットー・ペンズラー編、共訳、早川書房） 2010

### ジェローム・チャーリン
- 『ショットガンを持つ男』（ジェローム・チャーリン、番町書房、イフ・ノベルズ） 1977
- 『狙われた警視』（ジェローム・チャーリン、番町書房、イフ・ノベルズ） 1977
- 『はぐれ刑事』（ジェローム・チャーリン、番町書房、イフ・ノベルズ） 1977
- 『パラダイス・マンと女たち』（ジェローム・チャーリン、早川書房、ミステリアス・プレス文庫） 1990

### ジョゼフ・ウォンボー
- 『デルタ・スター刑事』（ジョゼフ・ウォンボー、早川書房） 1985
- 『ハリー・ブライトの秘密』（ジョゼフ・ウォンボー、早川書房） 1987
- 『メキシコ国境の影』（ジョゼフ・ウォンボー、早川書房） 1987
- 『闇にいる悪魔 高校教師殺人事件』（ジョゼフ・ウォンボー、早川書房） 1989
- 『ゴールデン・オレンジ』（ジョゼフ・ウォンボー、早川書房） 1996
- 『ハリウッド警察25時』（ジョゼフ・ウォンボー、早川書房、ハヤカワ・ミステリ） 2007
- 『ハリウッド警察特務隊』（ジョゼフ・ウォンボー、早川書房） 2009

### ジェイムズ・エルロイ
- 『血まみれの月』（ジェイムズ・エルロイ、サンケイ文庫） 1986
- 『ホプキンズの夜』（ジェイムズ・エルロイ、サンケイ文庫） 1987
- 『自殺の丘』（ジェイムズ・エルロイ、　扶桑社ミステリー） 1990
- 『L.A.コンフィデンシャル』（ジェイムズ・エルロイ、文芸春秋） 1995、のち文庫
- 『キラー・オン・ザ・ロード』（ジェイムズ・エルロイ、扶桑社ミステリー） 1998

### ジェームズ・パターソン
- 『多重人格殺人者』（ジェイムズ・パタースン、新潮文庫） 1994
- 『キス・ザ・ガールズ』（ジェイムズ・パタースン、新潮文庫） 1997
- 『殺人カップル』（ジェイムズ・パタースン、新潮文庫） 1998
- 『かくれんぼ』（ジェイムズ・パタースン、新潮文庫） 2000
- 『闇に薔薇』（ジェイムズ・パタースン、講談社文庫） 2005
- 『血と薔薇』（ジェイムズ・パタースン、講談社文庫） 2007

### サム・リーヴズ
- 『長く冷たい秋』（サム・リーヴズ、ハヤカワ・ミステリ文庫） 1993
- 『雨のやまない夜』（サム・リーヴズ、ハヤカワ・ミステリ文庫） 1994
- 『春までの深い闇』（サム・リーヴズ、ハヤカワ・ミステリ文庫） 1995
- 『過ぎゆく夏の別れ』（サム・リーヴズ、ハヤカワ・ミステリ文庫）1996

### リー・チャイルド
- 『キリング・フロアー』（リー・チャイルド、講談社文庫） 2000、のち新装版 2012
- 『反撃』（リー・チャイルド、講談社文庫） 2003
- 『警鐘』（リー・チャイルド、講談社文庫） 2006
- 『前夜』（リー・チャイルド、講談社文庫） 2009

## 参考
- 『文藝年鑑2011』（新潮社）